# Alto Poitou

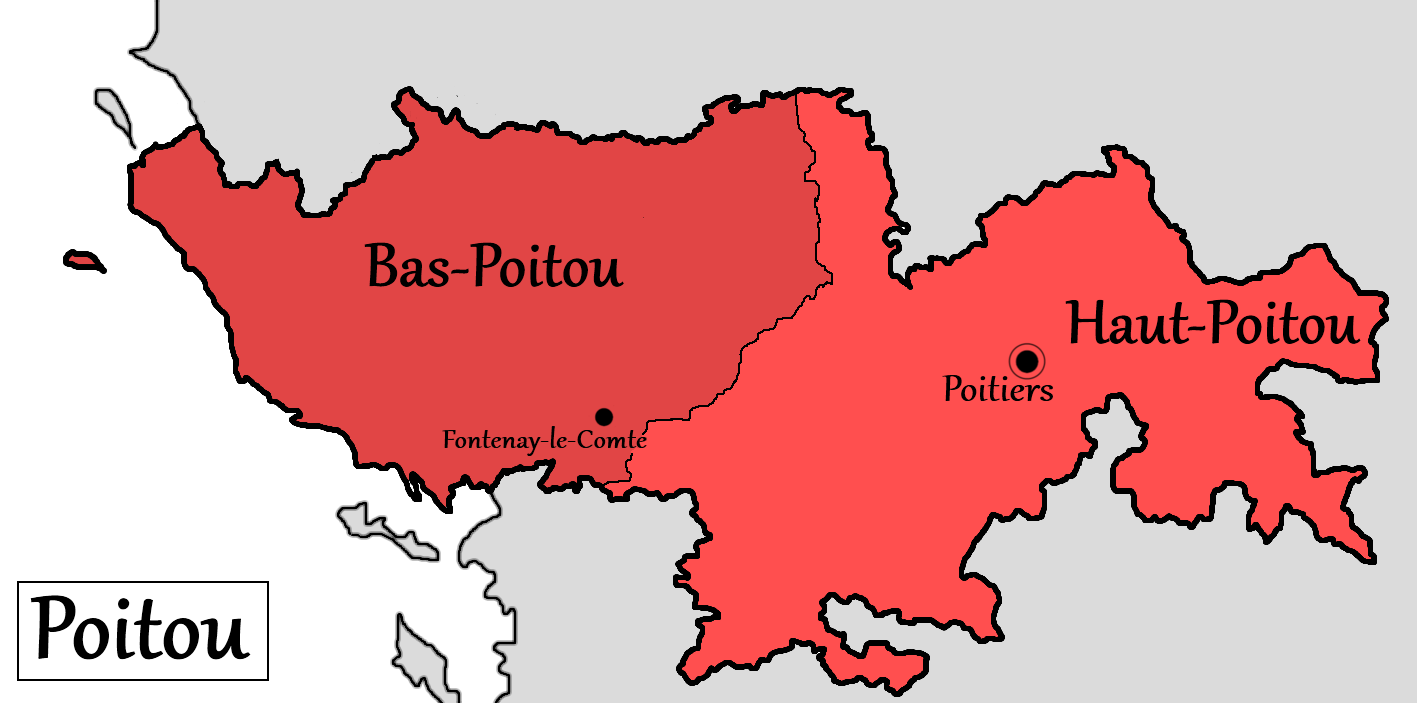
Situación del Alto Poitou en Poitou.

El Alto Poitou (en francés: Haut-Poitou) es una antigua división administrativa que se correspondía con la desaparecida provincia de Poitou en Francia. Hoy, se corresponde con los departamentos de Vienne y de Dos-Sevres.
Es una región de música y danzas tradicionales como las marchoises (danza similar al bourrée), gâtinelles, avant-deux, etc.
Haut-Poitou es también una denominación de origen de vinos de calidad, con variedades como Sauvignon, Gamay y Cabernet.